# Sender Katzenstein
Der Sender Katzenstein war eine Sendeeinrichtung für UKW-Hörfunk- und Fernsehprogramme auf dem Katzenstein unweit des Bundesstraße 169 bei Affalter in der Nähe von Karl-Marx-Stadt, welche am 15. Dezember 1955 in Betrieb ging und 1973 nach Fertigstellung des Senders Geyer stillgelegt wurde. Die Anlage war ein bedeutender Grundnetzsender der DDR.

## Geschichte
Am 15. August 1955 begann auf dem Katzenstein, auf halber Strecke zwischen den beiden DDR-Kreisstädten Stollberg/Erzgeb. und Aue (Sachsen), das Bauvorhaben, in dem Bauarbeiter Unterkunftsbaracken errichteten und eine Zufahrtsstraße zum Baugelände anlegten. Nach den Ausschachtungsarbeiten wurden die Betonfundamente gegossen, für die zum Beispiel für das Turmgeviert eine Masse von 200 Kubikmetern Beton erforderlich waren.
Am 1. Oktober 1955 wurde mit den Maurerarbeiten für den Gebäudekomplex trotz herrschender ungünstiger Witterungsbedingungen auf dem Katzenstein begonnen. Bereits am 15. Dezember 1955 war einige Tage vorfristig die Montage des 60 Meter hohen Sendemastes fertig, für den ca. 4000 Tonnen Material verbaut worden ist. Der Sender strahlte zunächst nur das Erste Programm der DDR aus. Dadurch erhielten die Fernsehbesitzer im Erzgebirge und Vogtland eine wesentlich verbesserte Empfangsmöglichkeit. Zuvor war lediglich ein kleiner Behelfsfernsehsender in der vierten Etage des Turmes einer Textilfabrik in Hartmannsdorf genutzt worden, der hauptsächlich den Bildschirmbesitzern in Karl-Marx-Stadt diente und die bisherigen Fernsehsender Berlin, Leipzig und Dresden unterstützte.
Im Jahr der Inbetriebnahme des Senders Katzenstein gab es im gesamten DDR-Bezirk Karl-Marx-Stadt lediglich 309 angemeldete Fernsehteilnehmer. Diese Zahl stieg bis zum Jahre 1960 bereits auf 132.865 und betrug 1965 schon 380.822.
Nach der Aufnahme des Sendebetriebes wurde die Technik der Sendeanlage kontinuierlich verbessert. So wurde im November 1957 eine Richtfunkantenne zur Ausstrahlung bezirkseigener Programme aufgestockt. Der Einbau eines ersten UKW-Senders wurde 1961 vorgenommen.
Ein völliger Umbau mit gleichzeitiger Inbetriebnahme einer Überwachungskabine für eine erhöhte Sendequalität erfolgte im Mai 1963. Ab Juli 1965 wurde vom Sender Katzenstein außerplanmäßig ein zusätzliches drittes UKW-Programm ausgestrahlt.
Anlässlich des zehnjährigen Bestehens des Senders Katzenstein erhielten die dortigen Beschäftigten Ende 1965 den Titel Kollektiv der sozialistischen Arbeit verliehen.
Obwohl das erste Programm des Fernsehens der DDR, das vom Sender Katzenstein auf dem VHF-Kanal 8 (horizontal) ausgestrahlt wurde, durch die nördlichere Lage des Funkturms im Vogtland besser empfangen werden konnte, wurde 1973 nach dem Bau des Senders Geyer der Sender Katzenstein abgeschaltet und die Anlage abgebaut.